# 耶律撻魯
耶律撻魯（？—1104年），为辽朝宗室，辽天祚帝的第三子。德妃萧师姑所生。
乾统三年（1103年）十一月，以宋魏国王耶律和鲁斡为皇太叔，梁王耶律挞鲁进封燕国王。四年（1104年）春正月癸卯，燕国王挞鲁去世。

## 資料
- 《辽史》天祚帝本纪、皇子表